# Aleksandyr Aleksandrow (ur. kwiecień 1986)
Aleksandyr Dragomirow Aleksandrow (bułg. Александър Драгомиров Александров, ur. 13 kwietnia 1986 w Szumenie) – bułgarski piłkarz grający na pozycji środkowego obrońcy. 

## Kariera klubowa
Swoją karierę piłkarską Aleksandrow rozpoczął w klubie Wołow Szumen. Następnie podjął treningi w Czernomorcu Burgas. W zespole Czernomorca grał w latach 2004–2006.
Latem 2006 roku Aleksandrow przeszedł do klubu Czerno More Warna. W sezonie 2007/2008 wystąpił z nim w przegranym 0:1 finale Pucharu Bułgarii z Liteksem Łowecz. W sezonie 2008/2009 zajął z Czerno More 3. miejsce w lidze, najwyższe w historii klubu.
W 2014 roku Aleksandrow podpisał kontrakt z mistrzem Bułgarii, Łudogorcem Razgrad. Swój debiut w nim zanotował 30 marca 2014 w zremisowanym 1:1 domowym meczu z Botewem Płowdiw.
| Sezon   | Klub               | Kraj     | Rozgrywki | Mecze | Bramki |
| ------- | ------------------ | -------- | --------- | ----- | ------ |
| 2004/05 | Czernomorec Burgas | Bułgaria | B PFG     | 13    | 0      |
| 2005/06 | Czernomorec Burgas | Bułgaria | W AFG     | 14    | 0      |
| 2006/07 | Czerno More Warna  | Bułgaria | A PFG     | 21    | 1      |
| 2006/07 | Czerno More Warna  | Bułgaria | A PFG     | 26    | 0      |
| 2007/08 | Czerno More Warna  | Bułgaria | A PFG     | 28    | 2      |
| 2008/09 | Czerno More Warna  | Bułgaria | A PFG     | 20    | 0      |
| 2009/10 | Czerno More Warna  | Bułgaria | A PFG     | 23    | 0      |
| 2010/11 | Czerno More Warna  | Bułgaria | A PFG     | 23    | 0      |
| 2011/12 | Czerno More Warna  | Bułgaria | A PFG     | 29    | 1      |
| 2012/13 | Czerno More Warna  | Bułgaria | A PFG     | 30    | 0      |
| 2013/14 | Czerno More Warna  | Bułgaria | A PFG     | 18    | 0      |
| 2013/14 | Łudogorec Razgrad  | Bułgaria | A PFG     | 8     | 0      |
| 2014/15 | Łudogorec Razgrad  | Bułgaria | A PFG     | 13    | 0      |
| 2015/16 | Łudogorec Razgrad  | Bułgaria | A PFG     | 3     | 0      |
| 2015/16 | Lewski Sofia       | Bułgaria | A PFG     |       |        |

## Kariera reprezentacyjna
W reprezentacji Bułgarii Aleksandrow zadebiutował 30 maja 2013 roku w wygranym 2:0 towarzyskim meczu z Japonią, rozegranym w Toyocie.